# Championnat d'Europe féminin de football des moins de 19 ans 2023
Navigation
Édition 2022 Édition 2024
La 24e édition du championnat d'Europe féminin de football des moins de 19 ans est un tournoi de football féminin qui se tient en Belgique, du 18 au 30 juillet 2023. Les joueuses nées après le 1er janvier 2004 peuvent participer à la compétition.

## Qualification
52 (sur 55) nations de l'UEFA ont participé à la compétition de qualification. La Belgique, pays hôte, concourant également malgré sa qualification automatique, et sept équipes se qualifieront pour le tour final. Le tirage au sort du premier tour a eu lieu le 31 mai 2022, au siège de l'UEFA à Nyon, en Suisse. 

### Équipes qualifiées
| Équipes   | Méthode de qualification           | Participation | Dernière apparition     | Meilleures performances précédentes       |
| --------- | ---------------------------------- | ------------- | ----------------------- | ----------------------------------------- |
| Belgique  | Hôtes                              | 5ème          | 2019 (phase de groupes) | Phase de groupes (2006, 2011, 2014, 2019) |
| Allemagne | Vainqueurs du 2e tour du groupe A1 | 18e           | 2022 (phase de groupes) | Champions (2002, 2006, 2007, 2011)        |
| Tchéquie  | Vainqueurs du 2e tour du groupe A2 | 2e            | 2022 (phase de groupes) | Phase de groupes (2022)                   |
| France    | Vainqueurs du 2e tour du groupe A3 | 17ème         | 2022 (demi-finales)     | Champions (2003, 2010, 2013, 2016, 2019)  |
| Espagne   | Vainqueurs du 2e tour du Groupe A4 | 16e           | 2022 (champions)        | Champions (2004, 2017, 2018, 2022)        |
| Islande   | Vainqueurs du 2e tour du Groupe A5 | 3e            | 2009 (phase de groupes) | Phase de groupes (2007, 2009)             |
| Autriche  | Vainqueurs du 2e tour du Groupe A6 | 2e            | 2016 (phase de groupes) | Phase de groupes (2016)                   |
| Pays-Bas  | Vainqueurs du 2e tour du Groupe A7 | 10e           | 2019 (demi-finales)     | Champions (2014)                          |

## Premier tour

### Groupe A
| Rang | Équipe    | Pts | J | G | N | P | Bp | Bc | Diff |
| ---- | --------- | --- | - | - | - | - | -- | -- | ---- |
| 1    | Pays-Bas  | 6   | 3 | 2 | 0 | 1 | 6  | 2  | +4   |
| 2    | Allemagne | 6   | 3 | 2 | 0 | 1 | 9  | 3  | +6   |
| 3    | Autriche  | 4   | 3 | 1 | 1 | 1 | 4  | 9  | -5   |
| 4    | Belgique  | 1   | 3 | 0 | 1 | 2 | 3  | 8  | -5   |

### Groupe B
| Rang | Équipe   | Pts | J | G | N | P | Bp | Bc | Diff |
| ---- | -------- | --- | - | - | - | - | -- | -- | ---- |
| 1    | France   | 9   | 3 | 3 | 0 | 0 | 6  | 1  | +5   |
| 2    | Espagne  | 6   | 3 | 2 | 0 | 1 | 10 | 2  | +8   |
| 3    | Islande  | 3   | 3 | 1 | 0 | 2 | 3  | 6  | -3   |
| 4    | Tchéquie | 0   | 3 | 0 | 0 | 3 | 0  | 10 | -10  |

## Tableau final
|  | Demi-finales    | Demi-finales    |         |          | Finale          | Finale          |
|  | Demi-finales    | Demi-finales    |         |          | Finale          | Finale          |
|  |                 |                 |         |          |                 |                 |
|  | 27 juillet 2023 | 27 juillet 2023 |         |          | 30 juillet 2023 | 30 juillet 2023 |
|  | 27 juillet 2023 | 27 juillet 2023 |         |          | 30 juillet 2023 | 30 juillet 2023 |
|  | Pays-Bas        | 0               |         |          | 30 juillet 2023 | 30 juillet 2023 |
|  | Pays-Bas        | 0               |         |          | 30 juillet 2023 | 30 juillet 2023 |
|  | Espagne         | 1               |         |          | 30 juillet 2023 | 30 juillet 2023 |
|  | Espagne         | 1               | Espagne | 0 tab(3) |                 |                 |
|  | 27 juillet 2023 |                 | Espagne | 0 tab(3) |                 |                 |
|  |                 | Allemagne       | 0ap (2) |          |                 |                 |
|  | France          | Allemagne       | 0ap (2) | 2        |                 |                 |
|  | France          |                 |         | 2        |                 |                 |
|  | Allemagne       | 3ap             |         |          |                 |                 |
|  | Allemagne       | 3ap             |         |          |                 |                 |